# Jason Bay
Jason Raymond Bay, född den 20 september 1978 i Trail i British Columbia, är en kanadensisk-amerikansk före detta professionell basebollspelare som spelade elva säsonger i Major League Baseball (MLB) 2003–2013. Bay var leftfielder.
Bay spelade under sin MLB-karriär för San Diego Padres, Pittsburgh Pirates, Boston Red Sox, New York Mets och Seattle Mariners. Han vann National Leagues Rookie of the Year Award 2004 och togs ut till tre all star-matcher. Han vann även en Silver Slugger Award 2009.

## Karriär

### Major League Baseball

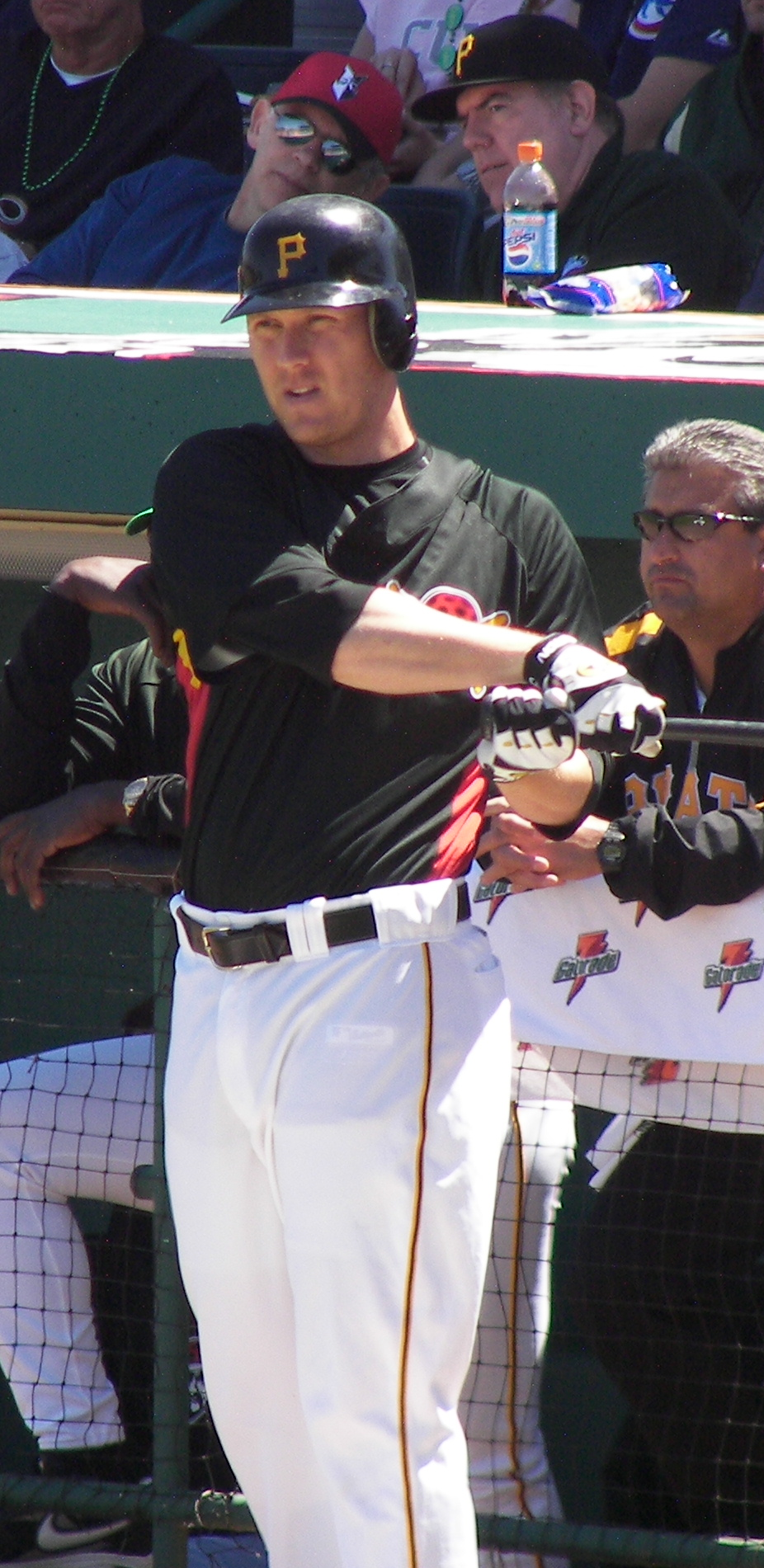
Bay i Pittsburgh Pirates dräkt under försäsongsträningen 2007.

Bay draftades av Montreal Expos 2000 som 645:e spelare totalt. Expos bytte bort honom till New York Mets 2002, varefter Mets skickade honom vidare till San Diego Padres i ett annat spelarbyte samma år.
Bay debuterade i MLB för Padres den 23 maj 2003 och slog en homerun i sin första match. Två dagar efter debuten bröt han dock sin handled efter att ha träffats av ett kast, en så kallad hit by pitch. I augusti samma år byttes Bay bort och skickades till Pittsburgh Pirates. Totalt spelade han 30 matcher för de båda klubbarna 2003.
Under 2004 räknades Bay fortfarande som nykomling (rookie) i statistiken på grund av att han bara spelade 30 matcher föregående säsong. Trots att han missade inledningen av säsongen på grund av skada hade han ett fantastiskt år med ett slaggenomsnitt på 0,282, 26 homeruns och 82 RBI:s (inslagna poäng). Han utsågs till årets rookie i National League.
De följande åren var Bay Pittsburghs ledande offensiva spelare. Klubben missade dock slutspel varje år. 2008 byttes Bay än en gång bort som en del av en stor bytesaffär som även inkluderade Los Angeles Dodgers. Bay skickades till Boston Red Sox, som i sin tur bland annat skickade Manny Ramírez till Dodgers. Bay hade ett starkt år med Red Sox och fick spela slutspel för första gången, även om klubben inte nådde ända till World Series.
2009 var också ett mycket starkt år för Bay, som bland annat slog flest homeruns av alla i Red Sox. Han belönades med en Silver Slugger Award för sitt offensiva spel. Efter säsongen blev han för första gången free agent och kunde skriva kontrakt med vilken klubb som helst. Det blev New York Mets som lyckades skriva kontrakt med honom, ett fyraårskontrakt värt 66 miljoner dollar.
Under sin första säsong med Mets 2010 drabbades Bay av skador och missade många matcher. 2011 inledde Bay åter som skadad. Hans offensiva produktion var en besvikelse för klubben. I augusti slog han dock sin 200:e homerun i karriären.
Efter 2012 års säsong, där Bay underpresterade kraftigt, kom han överens med Mets om att avsluta kontraktet i förtid. Han skrev i december 2012 på ett ettårskontrakt med Seattle Mariners, där han fick mycket lägre lön än han hade när han spelade för Mets.
2013 blev dock inte det lyft som Bay hoppades på. I slutet av juli petades han från Mariners spelartrupp efter att på 68 matcher ha presterat ett slaggenomsnitt på bara 0,204 med elva homeruns och 20 RBI:s. Några dagar senare släpptes han helt av Mariners och blev free agent.
I januari 2014 rapporterades det att Bay hade för avsikt att avsluta karriären, vilket han också gjorde den 31 mars samma år.
Totalt spelade Bay 1 278 matcher i MLB med ett slaggenomsnitt på 0,266, 222 homeruns och 754 RBI:s.

### Internationellt
Bay representerade Kanada vid World Baseball Classic 2006 och 2009. 2006 spelade han tre matcher och hade ett slaggenomsnitt på 0,455, inga homeruns och inga RBI:s och 2009 spelade han två matcher och hade två hits på fyra at bats.

## Övrigt
Bay blev amerikansk medborgare 2009.

## Fotogalleri

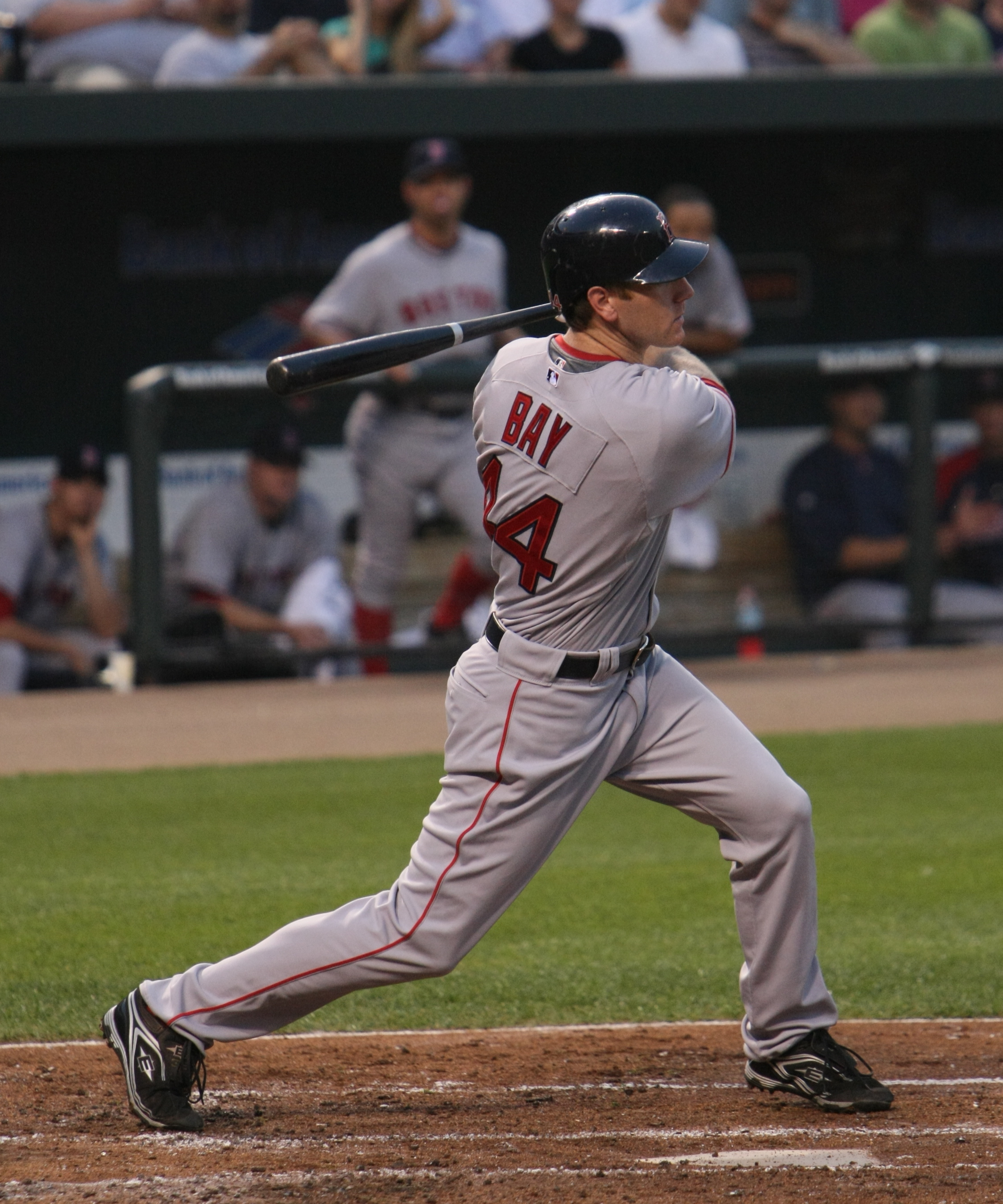
Bay i Boston Red Sox dräkt 2008.
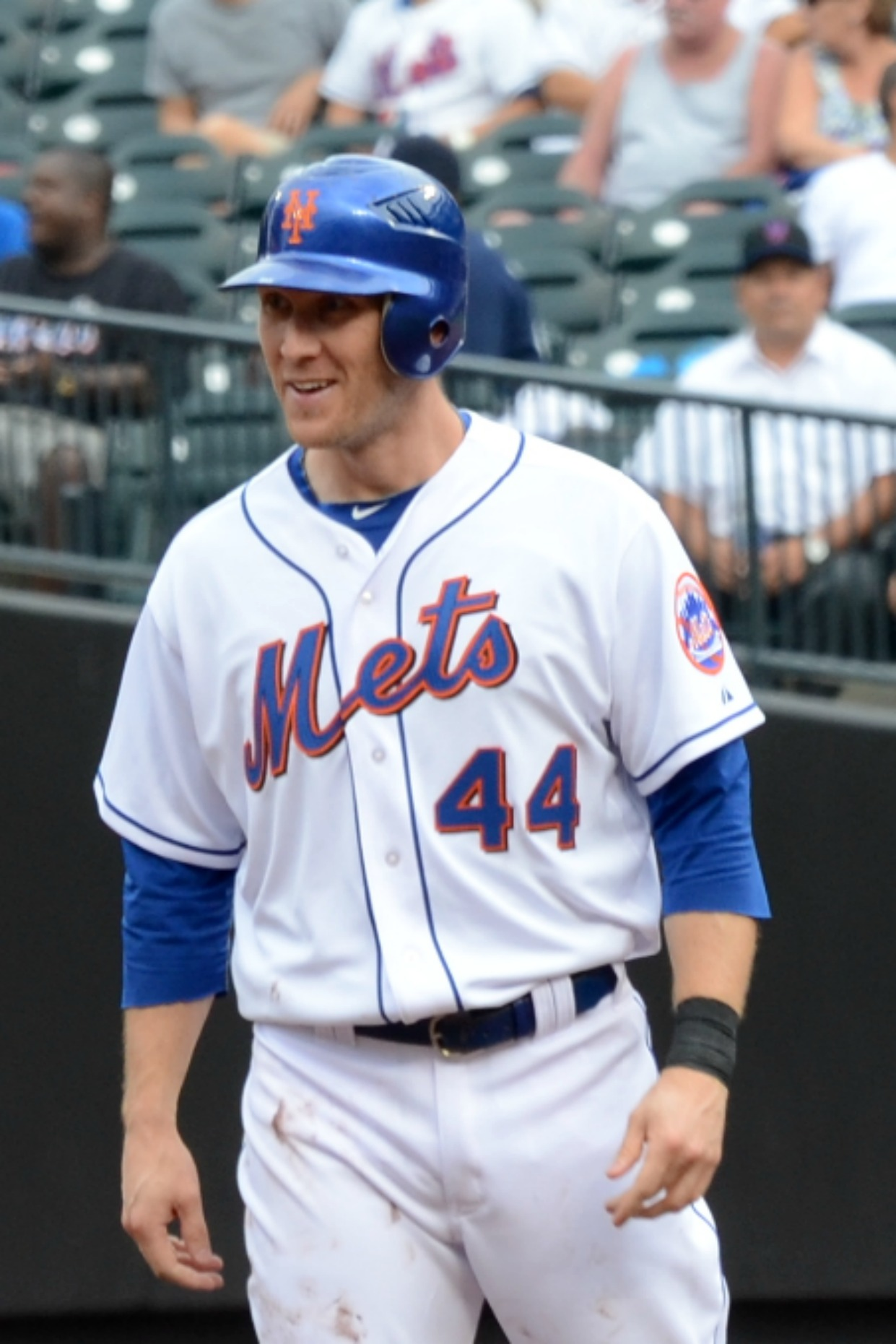
Bay i New York Mets dräkt 2011.
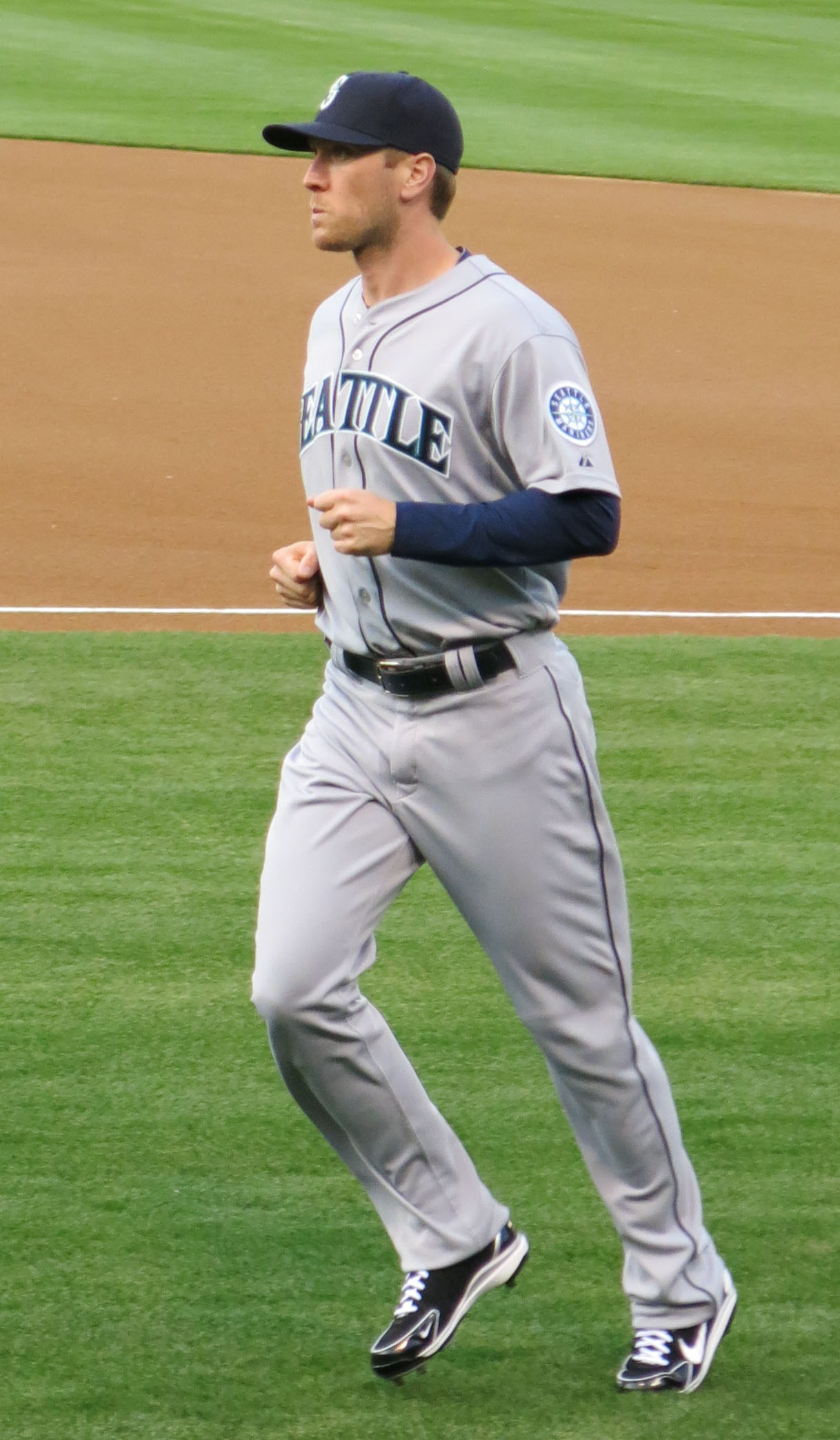
Bay i Seattle Mariners dräkt 2013.